# 斯米亞奇卡河
斯米亞奇卡河（烏克蘭語：Смячка），是烏克蘭的河流，位於該國北部切爾尼戈夫州，屬於傑斯納河的支流，流經諾夫哥羅德-謝韋爾斯基區，河口處在諾夫哥羅德-謝韋爾斯基附近，河道全長31公里，流域面積235平方公里。